# Syria na Letnich Igrzyskach Olimpijskich 2004
Syrię na XXVIII Letnich Igrzyskach Olimpijskich w Atenach reprezentowało 6 sportowców (1 kobieta i 5 mężczyzn) w 5 dyscyplinach. Był to 10 start Syryjczyków na letnich igrzyskach olimpijskich.

## Zdobyte medale
| Medal | Zawodnik        | Dyscyplina sportowa | Konkurencja                     |
| ----- | --------------- | ------------------- | ------------------------------- |
| Brąz  | Nasir asz-Szami | Boks                | waga ciężka (do 91 kg) mężczyzn |